# 聖克魯斯德丘卡區
聖克魯斯德丘卡區（西班牙語：Distrito de Santa Cruz de Chuca），是秘魯的一個區，位於該國西北部拉利伯塔德大區的聖地亞哥德丘科省，始建於1959年2月20日，面積165.12平方公里，海拔高度2,924米，2005年人口3,478，人口密度每平方公里21人。